# Nordisk kärrtrollslända
Nordisk kärrtrollslända (Leucorrhinia rubicunda) är en art i insektsordningen trollsländor som tillhör familjen segeltrollsländor.

## Kännetecken
Både hanen och honan har mörk grundfärg, men hanens teckning är klart röd medan honans är mer gulaktig. Pannan är vit. Vingarna är genomskinliga med mindre, mörka basfläckar. Vingmärket är mörkt, ofta mer rödaktigt hos hanen än hos honan. Vingbredden är 55 till 65 millimeter och bakkroppens längd är 23 till 28 millimeter.

## Utbredning
Den nordiska kärrtrollsländan finns i norra och delar av mellersta Europa. I Sverige är den vanlig över större delen av landet. Den är landskapstrollslända för Värmland.

## Levnadssätt
Den nordiska kärrtrollsländans habitat är olika slags småvatten, särskilt näringsfattiga skogstjärnar. Kännetecknande för arten är att dess kläckningstid är ganska koncentrerad och den kan därför ofta hittas i stort antal på en och samma plats. Utvecklingstiden från ägg till imago är två till tre år och flygtiden från mitten av maj till juli, i de sydligare delarna av utbredningsområdet ibland in i augusti.